# Brystsvømning
Brystsvømning er en stilart indenfor svømmesporten. Stilarten er udbredt blandt amatører, da denne i langsomt tempo er en af de mest afslappende stilarter. Brystsvømning kan dog også være ekstremt hårdt hvis denne foregår i meget hurtigt tempo som det er tilfældet i konkurrencesvømning.
Tidligere var brystsvømning oftest den stilart som børn som udgangspunkt lærte. I dag gør svømmere både brug af eksempelvis crawl- og brystsvømningselementer i forbindelse med de indledende træningsstadier. De fleste steder indlæres crawlteknikken dog først.
Svømmeteknisk foregår et brysttag ved at trække armene frem under vandet, og trække dem til sig ind under kroppen. Bensparket vil indtræffe når armene skubbes frem, og der sparkes væk fra kroppen.

## Diskvalificering
Ved svømmestævner kan man blive diskvalificeret for følgende overtrædelser
- Ved afsæt fra kanten efter en vending i en af enderne, må man højst have taget halvandet armtag, før man bryder vandoverfladen. Dvs. et helt armtag, samt at armene maksimalt må være under kroppen inden vandoverfladen altså brydes.

- Man må lave ét butterfly-benspark.

## Konkurrencesvømning
Ved større svømmestævner svømmes brystsvømning på følgende distancer:
- 50m Brystsvømning (ikke olympisk disciplin)
- 100m Brystsvømning
- 200m Brystsvømning

Desuden indgår brystsvømning i følgende medleyløb.
- 100 m Individuel medley (kun i 25m bassiner)
- 200 m Individuel medley
- 400 m Individuel medley

' 4x50 m Holdmedley
- 4x100 m Holdmedley
- 4x200 m Holdmedley

4x100 m individuel medley

4x200 m individuel medley